# Gerald Hirschfeld
Pour les articles homonymes, voir Hirschfeld.
 (septembre 2018).
Gerald Hirschfeld, né le 25 avril 1921 à New York (État de New York), et mort le 13 février 2017 à Ashland (Oregon), est un directeur de la photographie américain, membre de l'ASC.

## Biographie
Comme chef opérateur, Gerald Hirschfeld débute sur cinq films sortis de 1949 à 1951 (dont le semi-documentaire With These Hands de Jack Arnold en 1950, avec Sam Levene et Arlene Francis). Puis il reprend cette activité sur trente-trois autres films américains (plus une coproduction), depuis Point limite de Sidney Lumet (avec Dan O'Herlihy, Walter Matthau et Henry Fonda), sorti en 1964, jusqu'à Malone, un tueur en enfer d'Harley Cokeliss (avec Burt Reynolds et Cliff Robertson), sorti en 1987.
Dans l'intervalle, il collabore notamment avec les réalisateurs John G. Avildsen (deux films, dont Les Voisins en 1981, avec John Belushi et Dan Aykroyd), Gilbert Cates (deux films, dont Summer Wishes, Winter Dreams en 1973, avec Joanne Woodward, Martin Balsam et Sylvia Sidney), Larry Peerce (cinq films, dont Goodbye Columbus en 1969, avec Richard Benjamin et Ali MacGraw), ou encore Frank Perry (trois films, dont le western Doc Holliday en 1971, avec Faye Dunaway et Stacy Keach).
Mentionnons aussi Frankenstein Junior de Mel Brooks (1974, avec Gene Wilder et Marty Feldman), New York ne répond plus de Robert Clouse (1975, avec Yul Brynner et Max von Sydow), Où est passée mon idole ? de Richard Benjamin (1982, avec Peter O'Toole), ainsi que To Be or Not to Be d'Alan Johnson (1983, avec Mel Brooks et Anne Bancroft, remake du film homonyme de 1942).
Pour la télévision, Gerald Hirschfeld est directeur de la photographie sur une série en 1953, puis sur sept téléfilms disséminés de 1973 à 1994 (dont deux réalisés par Gilbert Cates et deux autres par Larry Peerce), après quoi il se retire.

## Filmographie

### Au cinéma (sélection)

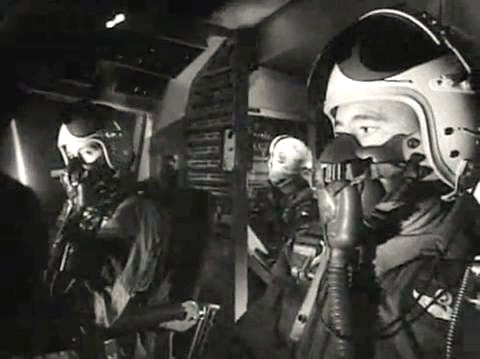
Point limite (1964) : Edward Binns (à d.)

(films américains, sauf mention complémentaire)
- 1950 : With These Hands de Jack Arnold (semi-documentaire)
- 1951 : Two Gals and a Guy d'Alfred E. Green
- 1964 : Point limite (Fail-Safe) de Sidney Lumet
- 1967 : The Incident de Larry Peerce
- 1969 : Dernier Été (Last Summer) de Frank Perry
- 1969 : Some Kind of a Nut de Garson Kanin
- 1969 : Goodbye Columbus (Goodbye, Columbus) de Larry Peerce
- 1970 : Journal intime d'une femme mariée (Diary of a Mad Housewife) de Frank Perry
- 1970 : Le Casse de l'oncle Tom (Cotton comes to Harlem) d'Ossie Davis
- 1971 : T.R. Baskin d'Herbert Ross
- 1971 : Doc Holliday (Doc) de Frank Perry
- 1972 : Les Yeux de Satan (Child's Play) de Sidney Lumet
- 1973 : Brève rencontre à Paris (Two People) de Robert Wise
- 1973 : Summer Wishes, Winter Dreams de Gilbert Cates
- 1974 : W de Richard Quine
- 1974 : Frankenstein Junior (Young Frankenstein) de Mel Brooks
- 1975 : New York ne répond plus (The Ultimate Warrior) de Robert Clouse
- 1976 : Un tueur dans la foule (Two-Minute Warning) de Larry Peerce
- 1976 : Dragonfly ou One Summer Love de Gilbert Cates
- 1977 : Enfer mécanique (The Car) d'Elliot Silverstein
- 1977 : Drôle de séducteur (The World's Greatest Lover) de Gene Wilder
- 1978 : Morts suspectes (Coma) de Michael Crichton
- 1978 : Slow Dancing in the Big City de John G. Avildsen
- 1979 : Americathon (en) de Neal Israel
- 1979 : The Bell Jar de Larry Peerce
- 1980 : Why Would I Lie ? de Larry Peerce
- 1980 : Les Séducteurs (Sunday Lovers), segment Skippy de Gene Wilder (film à sketches américano-britanno-franco-italien)
- 1981 : Les Voisins (Neighbors) de John G. Avildsen
- 1982 : Où est passée mon idole ? (My Favorite Year) de Richard Benjamin
- 1983 : To Be or Not to Be d'Alan Johnson
- 1986 : Head Office de Ken Finkleman
- 1987 : Malone, un tueur en enfer (Malone) d'Harley Cokeliss

### À la télévision (téléfilms)
- 1973 : The Affair (en) de Gilbert Cates
- 1975 : Shell Game de Glenn Jordan
- 1982 : Country Gold de Gilbert Cates
- 1985 : Plus fort que la vie (Love Lives On) de Larry Peerce
- 1989 : The Neon Empire de Larry Peerce
- 1994 : Secret Sins of the Father de Beau Bridges